# Skårkaktussläktet
Skårkaktussläktet (Coryphantha) är ett suckulent växtsläkte inom familjen kaktusväxter. 

## Beskrivning
Arter inom skårkaktussläktet är i regel klotformade plantor som växer ensamma eller bildar tuvor. De är i regel kraftigt vårtbildande. Varje vårta har en cirkelrund eller oval areol med en till tio taggar eller fler. Hos vissa arter är en eller två taggar kraftigare och hakformiga. De är mestadels inte mer än 2,5 centimeter långa och varierar i färg. Blommorna är från 1,3–5 centimeter i diameter, något trattformade och kan nästan ha vilken färg som helst utom blå, som inte finns hos någon kaktusblomma. De yttre kronbladen är ibland något håriga. Frukterna är vanligtvis äggformade, ibland så långa som 5 centimeter men oftast mindre. De är ganska köttiga och är gröna eller röda då de är mogna. 
Det vetenskapliga namnet Coryphantha härstammar från grekiskans coryphe’s som betyder huvud och a’nthos som betyder blomma.

## Förekomst
Skårkaktusar har stor utbredning i Nordamerika, från Alberta i Kanada i norr till de sydvästra staterna i USA och i Mexiko. Förhållandena de växer under varierar mycket. De växer bland gräs och under träd i norr, där det är snö och stark frost på vintern, lika väl som i varma och torra områden.

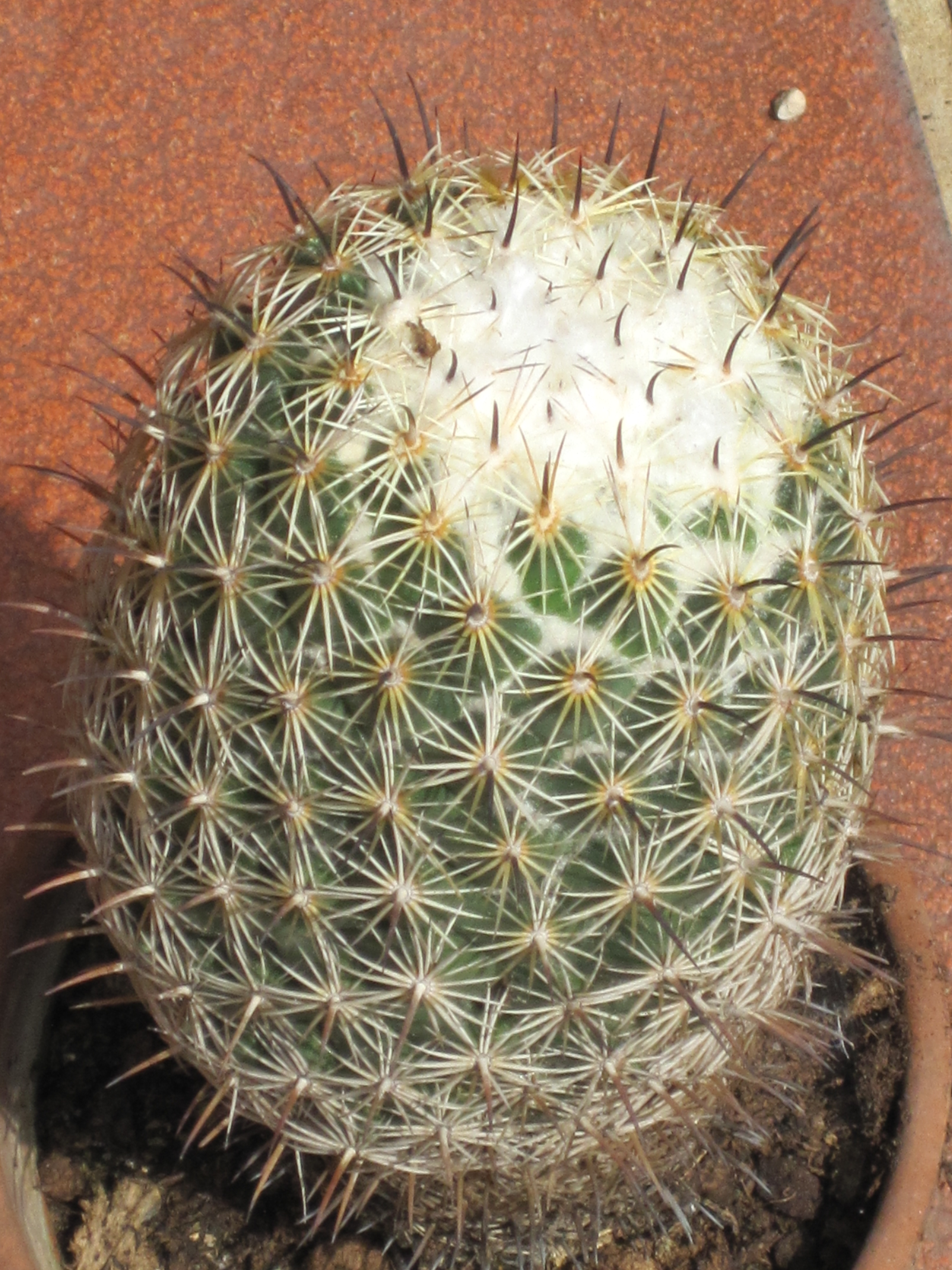
Coryphantha cornifera
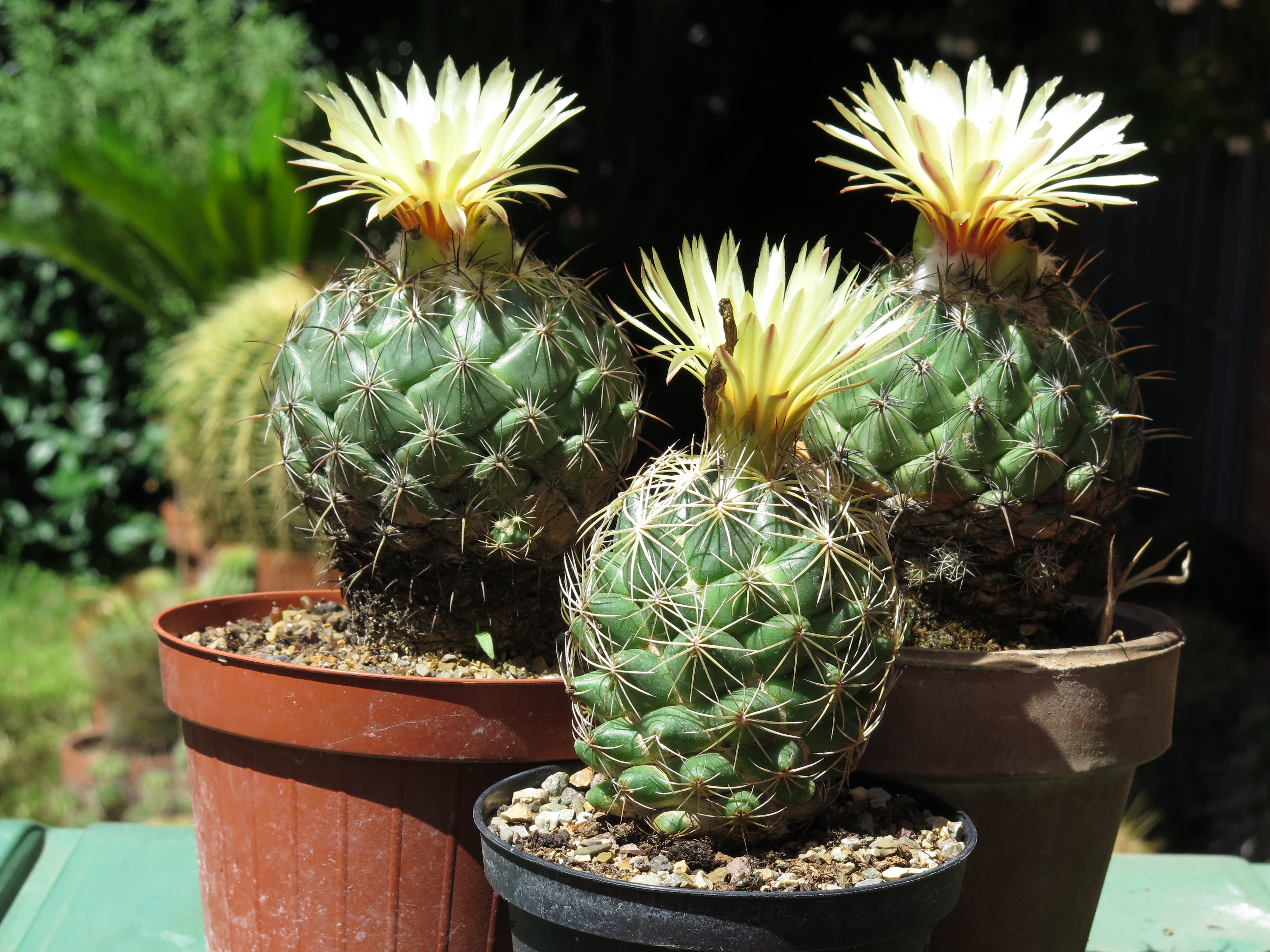
Coryphantha delicata
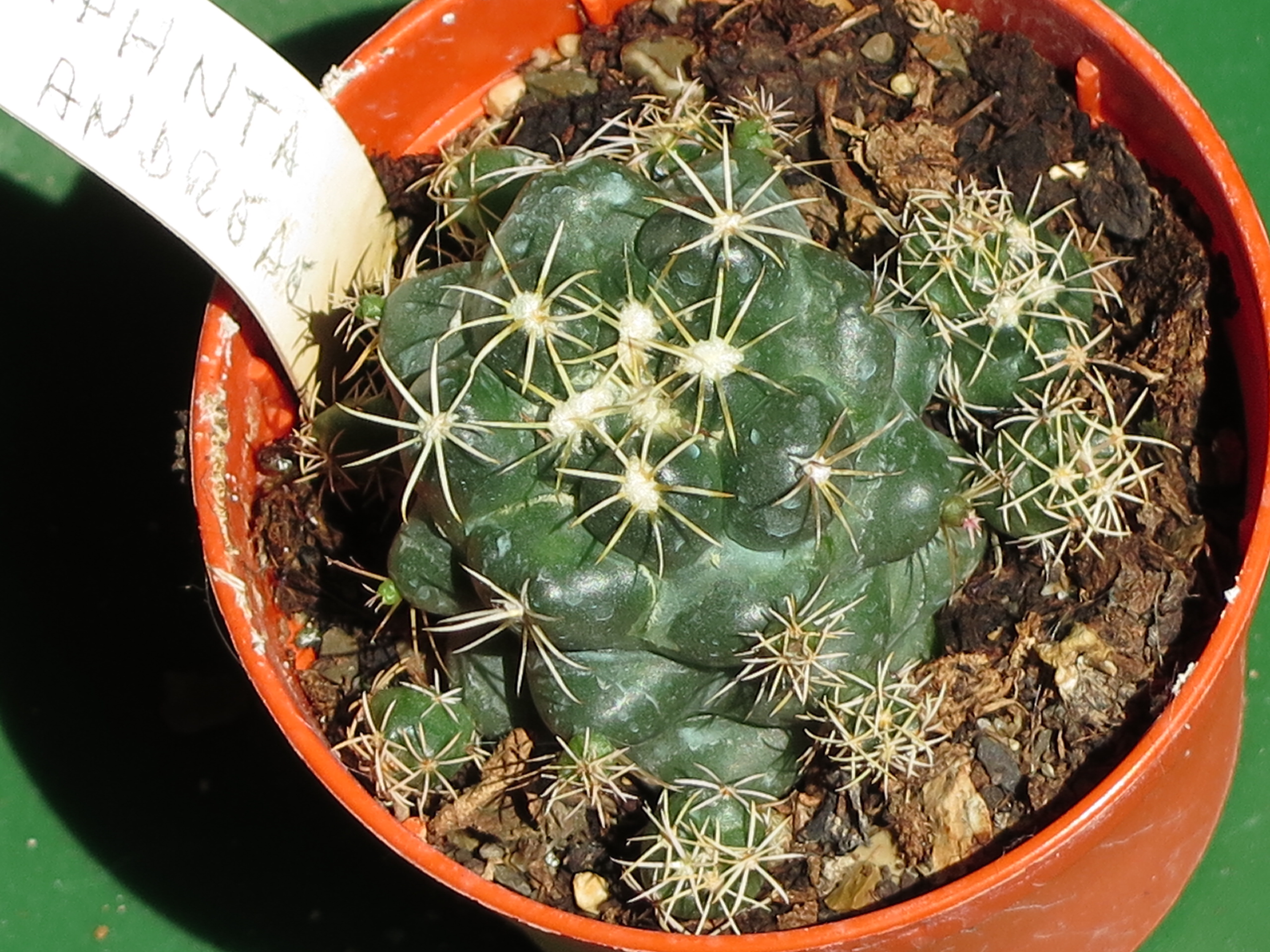
Coryphantha pycnacantha